# NGC 995
NGC 995 is een lensvormig sterrenstelsel in het sterrenbeeld Andromeda. Het hemelobject werd op 8 december 1871 ontdekt door de Franse astronoom Édouard Jean-Marie Stephan.

## Synoniemen
- PGC 10008
- UGC 2118
- MCG 7-6-44
- ZWG 539.63